# Герберт Круґ
Герберт Круґ (нім. Herbert Krug, 21 червня 1937 — 1 листопада 2010) — німецький вершник.
Олімпійський чемпіон 1984 року в командній виїздці.
Чемпіон Європи з виїздки 1983 (командна виїздка), 1987 (командна виїздка) років.
Чемпіон світу з виїздки 1986 року в командній виїздці.